# Лабінський Микола Гнатович
Мико́ла Гна́тович Лабі́нський (15 листопада 1936, село Ольгопіль Чечельницький район Вінницька область — 19 червня 2019, Буча) — український театрознавець. Член Національної спілки письменників України (від 1996 року), член Спілки театральних діячів, член Національної спілки журналістів України.

## Життєпис
Після закінчення 9 класів в Ольгополі закінчив училище механізації сільського господарства і працював комбайнером. Здобувши атестат середньої школи, вступив у 1957 році на театрознавчий факультет Київського інституту театрального мистецтва імені Івана Карпенка-Карого (нині — Київський національний університет театру, кіно і телебачення імені Івана Карпенка-Карого), який закінчив у 1962 році.
З 1962 року працював в міністерстві культури, комітеті у справах преси (з 1969 року), в музеї театрального мистецтва України. З 1974 року - старшим науковим редактором, керівником творчої групи у державному спеціалізованому видавництві «„Українська енциклопедія“ імені М. П. Бажана». З 1997 року на творчій роботі.
Ще з студентської лави Миколу Лабінського захоплювало життя і творчість засновника українського новітнього театру XX століття Леся Курбаса. Дослідник здійснив кількатомне видання мистецької спадщини новатора сцени; тут і режисерські щоденники, і філософсько-театрознавча есеїстика, цикли лекцій з режисури та виступи в періодиці, стенограми бесід і інтерв'ю, переклади і драматичні твори.
З 2006 року по 2019 рік — науковий працівник Інституту проблем сучасного мистецтва НАМ. 
Микола Гнатович Лабінський упорядкував спогади учнів Леся Курбаса і його найвидатніших послідовників, відкрив численні фотодокументи та архівні свідчення. Ці публікації, по суті, повернули народові великий творчий і теоретичний доробок генія, який започаткував відновлення самобутніх підвалин українського театру. 
Дослідник творчості Леся Курбаса. Здійснив такі ґрунтовні видання:
- «Лесь Курбас. Спогади сучасників» (К., 1969).
- «Лесь Курбас. Статьи и воспоминания. Литературное наследие» (М., 1987, у співавторстві з Лесем Танюком).
- «Лесь Курбас. Березіль. З творчої спадщини» (К., 1988).
- «Молодий театр. Ґенеза. Завдання. Шляхи» (К., 1991).
- «Лесь Курбас. Філософія театру» та ін.

Один із співавторів енциклопедичних довідників:
- «Митці України» (К., 1992),
- «Мистецтво України» (К., 1997),
- «Шевченківські лауреати: 1962—2001» (2001).
- «Шевченківські лауреати: 1962—2007» (2-е видання, 2007).

Багато друкованих і фотоматеріалів М. Лабінського вміщені в книзі «Життя і творчість Леся Курбаса», упорядник Б. Козак (2012 р.)
Лауреат мистецьких премій імені Івана Котляревського та премії імені Леся Курбаса.
В 2005 році сприяв проведенню «Білоруських слухань», разом з своїм товаришем письменником Миколою Шудрою, митцем Віталієм Іщенком, учасниками «білоруського письменницького підпілля», «іншомислячими» білоруськими учасниками «Помаранчової революції», митцями «Студії Віталія Французова», що презентували в приміщенні Національної спілки письменників України на вул. Банковій, 2 у Києві творчість білоруських письменників: Василя Бикова, Світлани Алєксієвич, Віталія Французова, поета Ригора Бородуліна, режисерів кіно Віктора Корзуна та Віктора Аслюка. В Україні вперше було офіційно представлено кінострічку В. Корзуна — фактично «останнього заповіту» Василя Бикова для білорусів
В останні роки життя він підготував до друку довідники: «Шевченківські лауреати» (четверте видання); «Драматичний театр України» (3 тис. персоналій). 
Протягом багатьох років Микола Гнатович проживав в місті Буча. Дружина М. Лабінського — Маргарита Веселинка (Жмурій) є дитячою письменницею, поетесою. Збірка казок Маргарити Веселинки «Сім Я» відповідає класичним критеріям дитячої літератури (ISBN 978-966-578-298-8, Видавництво «Дніпро», 2018).
Виховав двох дочок та мав трьох онуків. Старша дочка разом з мамою проживає в Бучі, молодша дочка — у Німеччині.  
Похований в Бучі, біля могили матері.  